# Sur la rue Tabaga

Sur la rue Tabaga est une émission de télévision éducative québécoise pour enfants comportant 156 épisodes de 15 minutes, conçue et écrite par Jacques Michel et Ève Déziel, réalisée par Martin Poiré, produite à Québec par Transimage Ltée et diffusée à partir du 3 septembre 1989 à 1995 sur le Canal Famille.

## Synopsis
Sur la rue Tabaga met en scène les habitants de la rue Tabaga. L'objectif de cette émission est de contribuer au développement de l'enfant tout en présentant des personnages drôles et colorés.

## Distribution
- Chantal Giroux et Serge Thibodeau : Girouette et Virevent, deux gamins qui découvrent des métiers.
- Bernard Alain et Sylvie Cantin : Flip et Flap, deux chiens qui apprennent à parler français et anglais.
- Jacques Leblanc : Monsieur Gazou, le gardien qui s'occupe du jardin zoologique.
- Alain Sauvage : Chef Latartine, le grand chef cuisinier.
- Marie-Thérèse Fortin : Mlle Débarbouillette, l'esthéticienne.
- Carol Cassistat : Barbouille, le jeune garçon de 6 ans qui découvre la vie.
- Réjean Vallée : Ferdinand Lagazette, le lecteur de nouvelles perfectionniste.
- Johanne Émond : Mme Clopinette

## Production
Tout de suite après Le Village de Nathalie, le lien professionnel entre Jacques Michel et Guy Cloutier est rompu, après que Guy Cloutier a commencé à produire Les Mini-Stars de Nathalie. Déçus qu'il les ait abandonnés, Jacques Michel et sa compagne de l'époque, Ève Déziel, décident de concevoir une nouvelle émission pour combler le vide.
Utilisant certains acteurs du Village de Nathalie, le tandem conçoit la base de ce qui deviendra Sur la rue Tabaga. Plusieurs maisons de production et diffuseurs sont réticentes à produire la série, mais Jacques et Ève approchent Martin Poiré, des studios Transimage Ltée, de Sainte-Foy, lui demandant de la produire. Poiré accepte. Avec ses collèges Mario Delisle, Michel Laliberté, René Caron et Richard Hamel, Poiré approche avec succès la nouvelle chaîne Canal Famille et l'émission débute en 1989 et durera 6 ans.
Les bandes maîtresses appartiennent aujourd'hui à Michel Laliberté, des Productions Tout Écran, à la suite de la fermeture de Transimage en janvier 2000.

## Fiche technique
- Concept, scénario et chanson thème : Jacques Michel et Ève Déziel
- Musique : Gilles Ouellet
- Enregistrement de la chanson : Jacques Montminy au Studio TRAM
- Maquillage : Klaude Roussel
- Accessoires : Carole Gauthier
- Illustrations : Normand Couture
- Décors : Martin Beausoleil
- Éclairages : Mario Munger
- Caméra : Gaétan Bergeron, Daniel Guy, Mario Munger, Richard Hamel
- Prise de son : Alain Drolet, Pierre Bouchard
- Montage : René Caron
- Réalisateur : Martin Poiré
- Producteur : Michel Laliberté
- Services techniques : Transimage Ltée
- Produit avec la collaboration du Canal Famille
- Produit par Transimage Ltée